# Tip Toe
Tip Toe is een nummer van de Amerikaanse zanger Jason Derulo uit 2017, in samenwerking met de Marokkaans-Amerikaanse rapper French Montana. 
Het nummer flopte in Amerika, maar werd wel een hit in een aantal Europese landen, waaronder de Britse eilanden en het Duitse taalgebied. In Nederland werd het nummer een klein hitje met een 4e positie in de Tipparade. In Vlaanderen was het nummer iets minder succesvol, daar haalde het de 19e positie in de Tipparade.